# Wahlenbergia queenslandica
Wahlenbergia queenslandica là loài thực vật có hoa trong họ Hoa chuông. Loài này được Carolin ex P.J.Sm. miêu tả khoa học đầu tiên năm 1986.